# 達古峰
65°45′S 62°20′W / 65.750°S 62.333°W

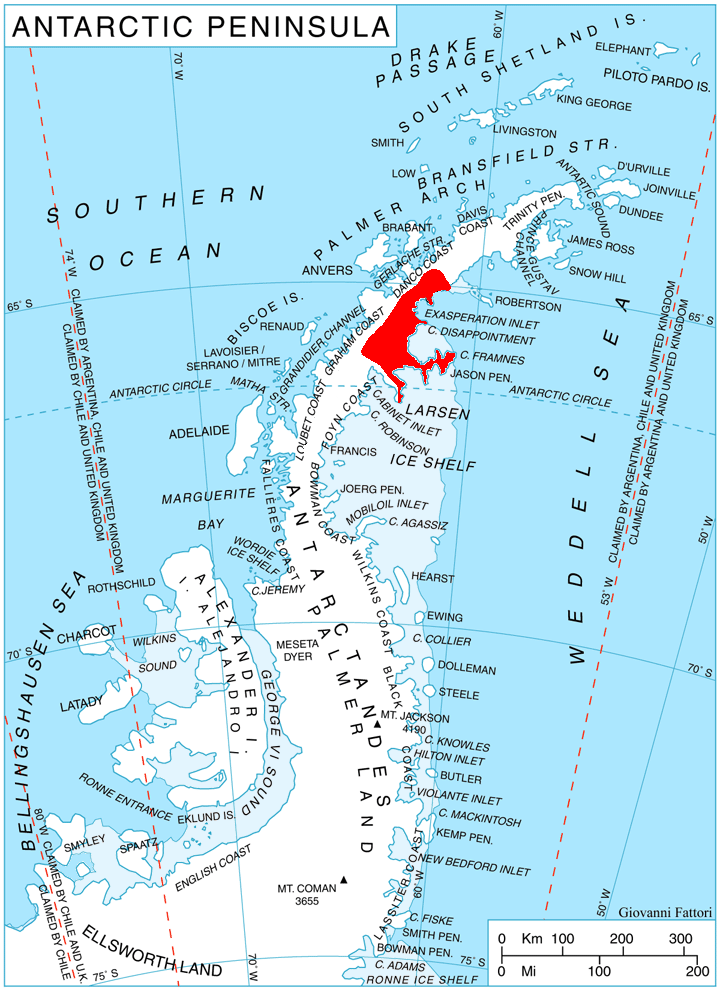

達古峰（英語：Daggoo Peak）是南極洲的山峰，位於葛拉漢地，屬於亞里斯多德山脈的一部分，海拔高度905米，以赫爾曼·梅爾維爾小說《白鯨記》的魚叉手命名，現時由南極條約體系管理。